# Valenciennea strigata
Valenciennea strigata là một loài cá biển thuộc chi Valenciennea trong họ Cá bống trắng. Loài này được mô tả lần đầu tiên vào năm 1782.

## Từ nguyên
Tính từ định danh strigata trong tiếng Latinh có nghĩa là “có các dải màu”, hàm ý đề cập đến vệt sọc màu xanh lam viền đen từ khóe miệng kéo dài đến nắp mang của loài cá này.

## Phân bố và môi trường sống
V. strigata có phân bố rộng khắp khu vực Ấn Độ Dương - Thái Bình Dương, từ Đông Phi trải dài về phía đông đến quần đảo Marquises và Tuamotu, ngược lên phía bắc đến Nam Nhật Bản, phía nam đến Nam Phi và Úc (gồm cả đảo Lord Howe).
Ở Việt Nam, V. strigata được ghi nhận ở cù lao Chàm, đảo Lý Sơn (Quảng Ngãi), bờ biển Ninh Thuận, cù lao Câu (Bình Thuận) cùng quần đảo Hoàng Sa và Trường Sa.
V. strigata sống phổ biến trên các rạn san hô ngoài khơi và trong đầm phá, trên nền đáy cứng (đá) lẫn mềm (cát), được tìm thấy ở độ sâu đến ít nhất là 25 m.

## Mô tả
Chiều dài lớn nhất được ghi nhận ở V. strigata là 18 cm. Cá có màu xám nhạt với phần đầu màu vàng đặc trưng. Sọc xanh lam từ khóe miệng băng qua dưới mắt đến nắp mang, sọc mảnh hơn màu trắng xanh ở gốc vây ngực. Gai vây lưng thứ hai đến thứ tư kéo dài thành sợi ở cá thể hơn dài 4,5 cm. Vây đuôi tròn, dài hơn đầu.
Số gai vây lưng: 7; Số tia vây lưng: 17–19; Số gai vây hậu môn: 1; Số tia vây hậu môn: 16–19; Số tia vây ngực: 20–23.

## Sinh thái

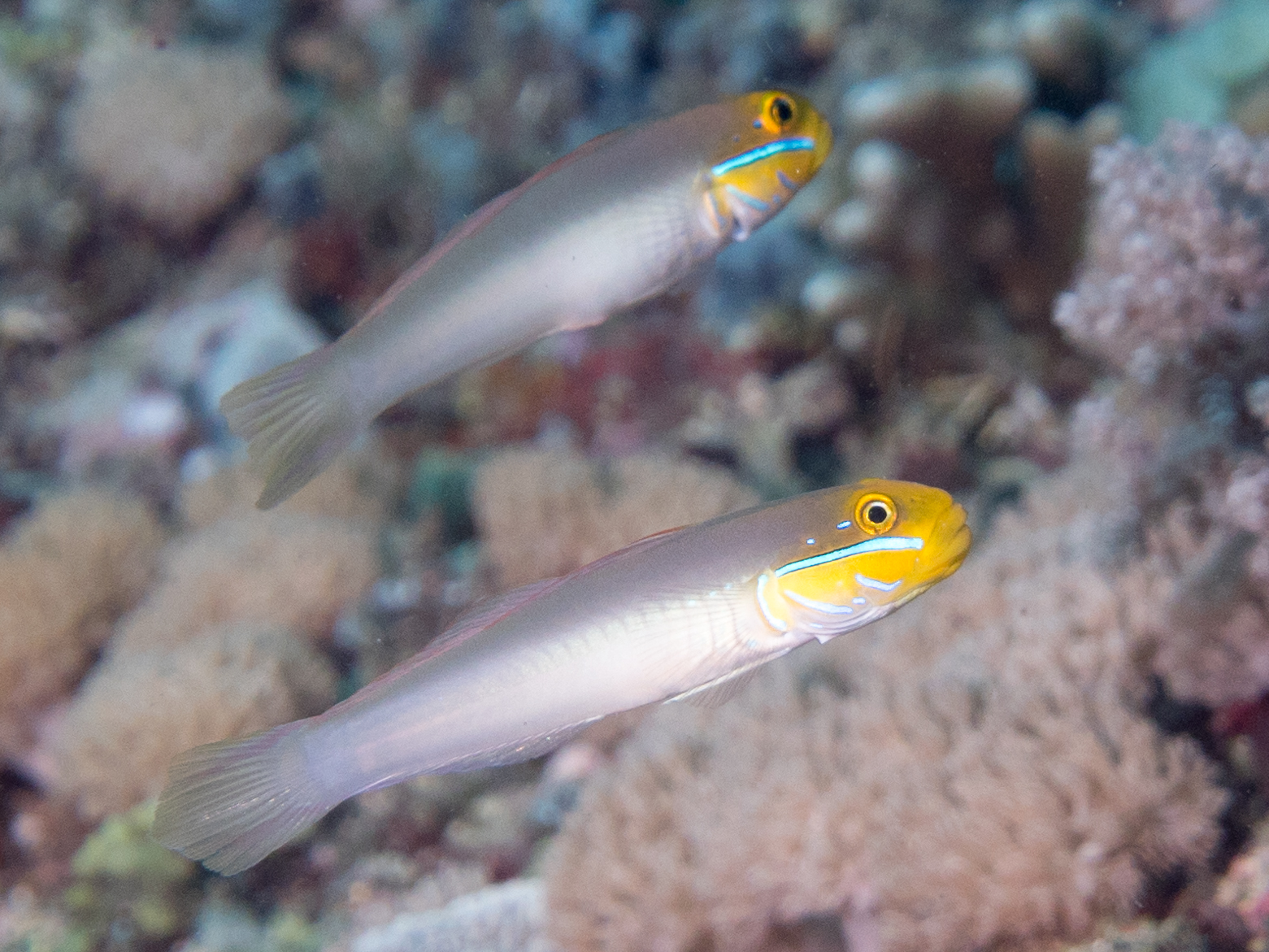
Một đôi V. strigata đang bơi cùng nhau

Thức ăn của V. strigata là các loài thủy sinh không xương sống và cá nhỏ hơn, cũng như trứng các loài cá khác. Chúng ăn bằng cách lọc từng ngụm cát.
V. strigata tăng trưởng đạt đỉnh điểm vào mùa xuân. Chúng là loài đơn phối ngẫu. Các cặp ở gần nhau và gần hang của chúng. Cá cái kiếm ăn với tốc độ cao hơn cá đực, trong khi cá đực dành nhiều thời gian hơn để trông coi hang. Cá cái đẻ trứng với chu kỳ 13 ngày một lần, cá đực bảo vệ trứng trong hang trong vòng 2–3 ngày. Cả hai giới đều ưa thích bạn tình to lớn. Cá đực chọn cá cái lớn vì khả năng đẻ trứng tỉ lệ theo kích thước, ngược lại cá đực lớn hơn có khả năng bảo vệ cá cái tốt hơn. Ngoài ra, cá cái còn có một dải sắc tố sẫm màu hình lưỡi liềm trên bụng giống như đang mang thai, cũng có thể là dấu hiệu tăng cường sự tiếp tục kết đôi.

## Thương mại
V. strigata là một thành phần trong ngành buôn bán cá cảnh.